# تاريخ صناعة الحديد

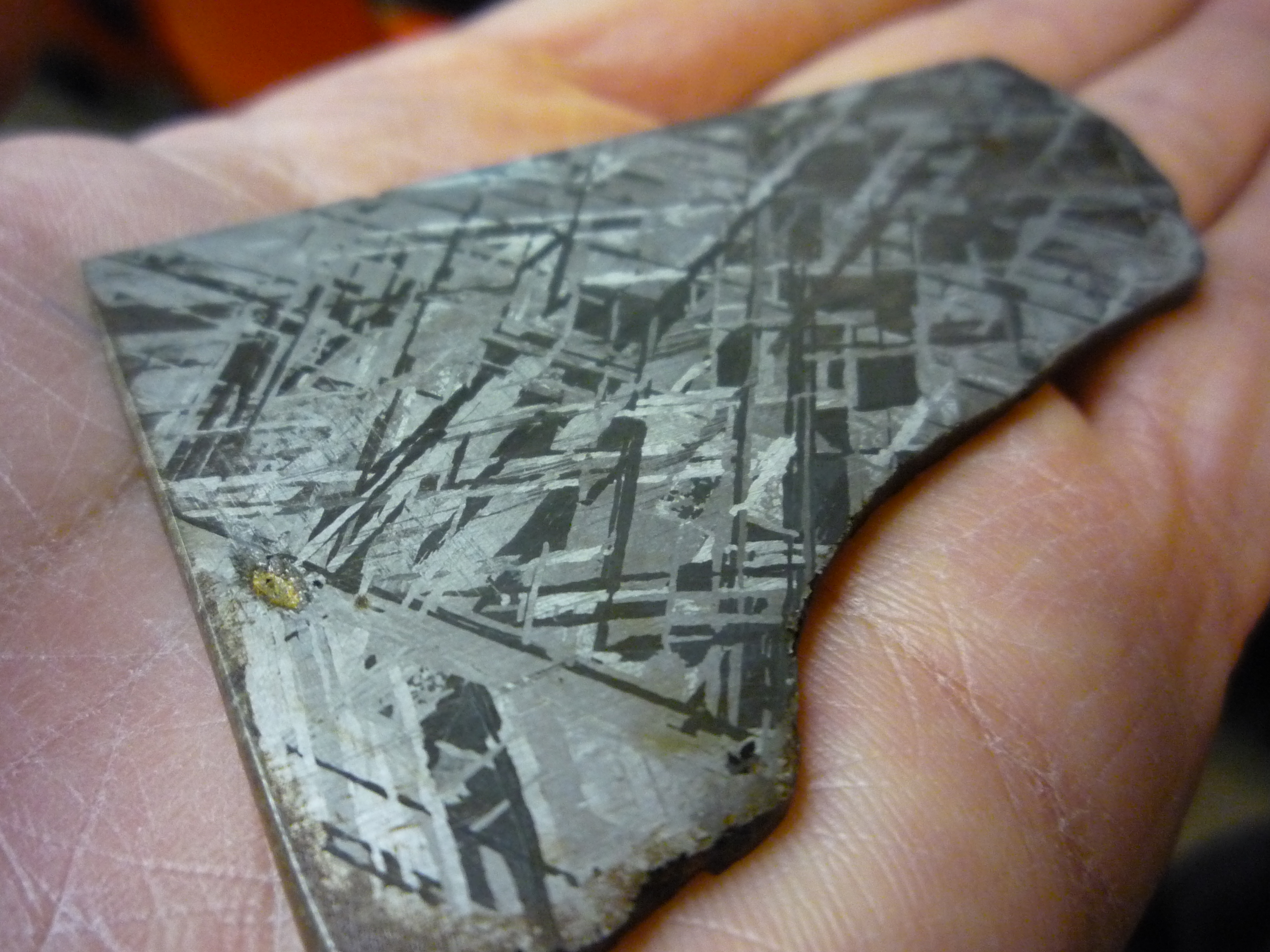

تاريخ صناعة الحديد مثل باقي الصناعات، شهدت صناعة الحديد العديد من المراحل التأريخية إلى أن وصلت إلى ما هو عليه اليوم من تقدم.
تاريخ صناعة الحديد يمتد عبر آلاف السنين، حيث تطورت تقنيات استخراجه وتصنيعه بشكل ملحوظ، مما جعله من أهم المعادن في تاريخ البشرية.

## 🛠️ البدايات القديمة
- الحديد النيزكي: أقدم الأدوات الحديدية المعروفة صُنعت من حديد نيزكي، مثل الخرزات التي عُثر عليها في مصر وتعود إلى حوالي 3500 قبل الميلاد. Wikipedia
- صهر الحديد: بدأ صهر الحديد من خاماته حوالي 2000 قبل الميلاد في مناطق مثل الأناضول وفارس، حيث كان يُستخدم الحديد كمادة مساعدة في صهر النحاس، مما أدى إلى تراكم الحديد المعدني في قاع الأفران. Encyclopedia Britannica

## 🏺 العصر الحديدي
- الانتشار الجغرافي: بدأ العصر الحديدي في مناطق مختلفة في أوقات متباينة؛ في بلاد ما بين النهرين حوالي 900 قبل الميلاد، وفي الهند حوالي 1200 قبل الميلاد، وفي أوروبا الوسطى حوالي 800 قبل الميلاد. Wikipedia
- الحديد المطاوع: تم تطوير الحديد المطاوع، وهو حديد منخفض الكربون، وكان يُنتج باستخدام الفحم النباتي في أفران بسيطة.

## ⚙️ التطورات في العصور الوسطى
- أفران الصهر: بحلول القرن الخامس عشر، تم تطوير أفران الصهر التي سمحت بإنتاج الحديد الزهر بكميات أكبر.
- الفورج الفيني: في أوروبا، استخدمت ورش الحدادة "الفورج الفيني" لتحويل الحديد الزهر إلى حديد مطاوع، مما أدى إلى تحسين جودة الحديد المنتج.

## 🏭 الثورة الصناعية
- عملية بيسمر: في عام 1856، اخترع هنري بيسمر عملية لتحويل الحديد الزهر إلى فولاذ عن طريق نفخ الهواء من خلال الحديد المنصهر لإزالة الشوائب، مما أدى إلى إنتاج فولاذ عالي الجودة بكميات كبيرة. WIRED
- التحول إلى الفحم الحجري: أدى استخدام الفحم الحجري بدلاً من الفحم النباتي في أفران الصهر إلى زيادة الإنتاج وتقليل التكاليف.

## 🌍 العصر الحديث
- الفولاذ الأخضر: تسعى الصناعة الحديثة إلى تقليل الانبعاثات الكربونية من خلال تطوير "الفولاذ الأخضر" باستخدام الهيدروجين بدلاً من الفحم في عمليات الاختزال. The New Yorker
- الاكتشافات الأثرية: في عام 2024، تم اكتشاف ورشة حدادة من العصر الحديدي في أوكسفوردشاير، المملكة المتحدة، تعود إلى الفترة بين 770 و515 قبل الميلاد، مما يوفر رؤى جديدة حول تقنيات الحدادة في تلك الحقبة. The Guardian

## 📚 مصادر ووصلات مفيدة
- ويكيبيديا: علم المعادن الحديدية (بالإنجليزية)
- بريتانيكا: معالجة الحديد (بالإنجليزية)
- تاريخ صناعة الحديد والصلب في الولايات المتحدة (بالإنجليزية)
- كيفية صنع الحديد – موقع Saugus Iron Works (بالإنجليزية)
- تاريخ صب الحديد – The C.A. Lawton Co. (بالإنجليزية)